# الفتاة القادرة على الطيران
الفتاة القادرة على الطيران(بالإنجليزية: The Girl Who Could Fly) هي رواية للأطفال ألفتها الكاتبة فيكتوريا فورستر، وصدرت سنة 2008. دخلت الرواية ضمن قائمة الكتب الأكثر مبيعًا في صحيفة نيويورك تايمز.

## القصة
بايبر ماكلاود فتاة تعيش في مزرعة تقع في مقاطعة لولاند، برفقة والديها بيتي وجو ماكلاود. تُوصَف بأنها كثيرة الكلام وواسعة الخيال. يحاول والدَاها، ولا سيما والدتها، حمايتها من العالم الخارجي لأنها تمتلك قدرة فطرية على الطفو. اكتشفت بيتي هذه القدرة عندما كانت بايبر لا تزال رضيعة، واعتبرتها عقابًا كارميًا لأنها كانت في سن متقدمة عند إنجابها. بعد أن لاحظت أن صغار الطيور تتعلم الطيران بدفعها خارج العش، قررت بايبر القفز من سطح المنزل. نجحت في ذلك واكتشفت أنها قادرة على الطيران إلى جانب الطفو. أقلق هذا الأمر والدتها بيتي، ومنعتها من الاستمرار في ممارسة الطيران. رغم ذلك، واصلت بايبر التدريب سرًا حتى أتقنته.
أخبرت بيتي ابنتها لاحقًا بأنهم سيذهبون إلى نزهة يوم الإستقلال الولايات المتحدة الرابع من يوليو، وهو ما أثار حماس بايبر لأنه أول حدث اجتماعي تشارك فيه خارج زيارة الطبيب والكنيسة، وفرصة لتكوين صداقات، نشرت ميلي ماي ميلر، جارة عائلة ماكلاود والنمامة المحلية، إشاعة تفيد بأن بايبر تعاني من اضطراب نفسي، ولذلك لا يُسمح لها بالذهاب إلى المدرسة. تلتقي بايبر بفتاة تُدعى سالي سو، وتبدأ علاقة صداقة بين الاثنتين. غير أن هذه الصداقة لم تدم طويلًا، إذ تبيّن أن سالي سو هي ابنة ميلي ماي، وبدأت تتصرف بعدائية مع بايبر بسبب الشائعات. ثارت بايبر غضبًا وأفصحت عن رؤيتها لميلي ماي وهي تركل كلب عائلتها، ما أخاف سالي سو، ودفَعها إلى الاعتقاد بأن بايبر تتجسس على عائلتها، لأنها لم تكن تعلم بقدرتها على الطيران.
في أعقاب تلك الحادثة، نظم الأطفال مباراة بيسبول، واختيرت بايبر في النهاية. أحرجت نفسها عندما فشلت مرارًا في ضرب الكرة، ما أسعد ميلي ماي وأثار شعورًا بالأسى لدى بيتي وجو. رغبةً منها في إثبات ذاتها، حلّقت بايبر في الهواء وأمسكت بالكرة الطائرة، فأصاب الحاضرين الذهول والخوف، وأسرعوا إلى جمع أطفالهم ومغادرة المكان. في صباح اليوم التالي، وجدت بايبر منزلها محاطًا بالصحفيين الراغبين في معرفة المزيد عن الفتاة التي تستطيع الطيران. حاول صوت مجهول لاحقًا التواصل معها داخل غرفتها، وتبيّن لاحقًا أن صاحبه يُدعى جي.
سرعان ما تواصلت منظمة تُعرف باسم آي إن إس إيه إن إي المعهد المعني بالاعتدال والاستقرار ورفض التميز مع عائلة ماكلاود، على يد رئيستها الدكتورة ليتشيا هيليون. بعد زيارتها للعائلة، وافقت بايبر في النهاية على الانتقال إلى الأكاديمية والإقامة هناك بشرط ألا تطير. قدّم لها والدها طائرًا من الخشب محفورًا يدويًا بشريط مربوطًا أزرق وملفوفًا في منديل كهدية تذكارية قبل رحيلها.
عند وصولها، دخلت الأكاديمية ورافقتها الدكتورة هيليون إلى الطابق 13 بواسطة المصعد، وأخبرتها بأنهم لا يحتضنون بالبشر فقط، بل بالنباتات والحيوانات التي تمتلك قدرات خاصة أيضًا. حصلت بايبر على زي رسمي، وسُئلت عن تفضيلاتها الغذائية قبل دخولها الطابق الذي يضم جميع الأطفال المقيمين والمتعلمين هناك. تعرّفت على باقي أعضاء الأكاديمية، من بينهم أحمد ونالين مصطفى وهما قادران على التحكم في الطقس، بيلا لوفلي التي تستطيع تغيير ألوان الأشياء، بوريس يلتسينوف يُقدَّم لاحقًا في القصة، وله القدرة على تحويل الأشياء إلى حجر، كونراد هارينغتون الثالث صاحب ذكاء خارق، ديزي ذات قوة جسدية هائلة، جاسبر الذي نسي قدرته، كيمبر الذي يتحكم في الكهرباء، ليلي ياكيموتو التي تمتلك القدرة على التحريك العقلي، ميرتل غرابترش التي تتحرك بسرعة فائقة، سميتي الذي يمتلك رؤية بالأشعة السينية، وفايوليت التي يتغير حجمها حسب حالتها النفسية. كان معظم الطلاب في البداية عدائيين تجاه بايبر، لكن بعد أن تفوقت على ليلي، نالت احترام أغلبهم، بينما ظل كونراد معاديًا لها ولزملائه الآخرين.
في أحد أوقات الطعام، شوهدت بيلا وهي تصنع أقواس قزح، فابتهج الجميع في البداية، ثم أدركوا أنها كانت تبكي. فقد كشف لها كونراد النوايا الحقيقية الشريرة للمنظمة آي.إن.إس.إيه.إن.إي، والمتمثلة في القضاء على قدراتهم. لم تتحمل بيلا هذا الاكتشاف، وأصيبت بانهيار عصبي أفقدها قدرتها، وأُعلن أنها ستُعاد إلى منزلها.
نشأت علاقة وثيقة بين بايبر والدكتورة هيليون والأطفال، لكن عند تخرج بيلا وقد أصبحت فاقدة لقواها، دفعها كونراد إلى أقصى درجات الغضب، فسرق الطائر الخشبي الذي أهداه والدها وألقاه في مجرى النفايات المؤدي إلى المحرقة. هاجمته بايبر، ونُقل الاثنان إلى مكتب الدكتورة. في الطريق، هربت بايبر إلى المحرقة، حيث وجدت وردة تصدر صوتًا هادرًا وكانت آلة قريبة ترش عليها مادة رمادية حمضية. ثم وجدت سلحفاة يسحقها جسم ثقيل، فقررت ترك طائرها وإنقاذ الحيوانات. حررت السلحفاة التي قفزت في الهواء وخرجت من النافذة. أثناء محاولتها اللحاق بها، وجدت بايبر صرصارًا أسود مربوطًا بصمغ لزج. استعانت بأعواد تنظيف الأذن لإزالة الصمغ وأخذت الصرصار معها، وسمّته سيباستيان. وعندما سمعت صوت بالغَين قادمين، اختبأت في غرفة مظلمة حيث وجدت زرافة مقيدة بالسلاسل، فلامستها بلطف وأضاء جسدها تعبيرًا عن السعادة.
أثناء اختبائها، سمعت صوت الدكتورة هيليون. وعندما اكتشف العلماء اختفاء الصرصار الأسود، أظهرت كاميرات المراقبة أن بايبر أخذته. توجهت الدكتورة إلى مكتبها ظنًا منها أن بايبر هناك. طارت بايبر بصعوبة إلى المكتب ولاحظت وجود هاتف، فاستخدمته للاتصال بوالديها، لكن كونراد أنهى المكالمة وفكك الهاتف وأثبت أنه كان مراقبًا. أعاد إليها طائرها الخشبي، وشرح أنه صنع نسخة وألقى بها في القمامة. طلب منها الاحتفاظ بالصرصار ومواصلة التظاهر. ثم أسرع إلى الدكتورة هيليون وأخبرها بأن بايبر كانت تخفي شيئًا، وزعم أن بيلا أخذت الصرصار وسمحت لبايبر بلمسه. وعندما سألته الدكتورة عن الشجار بينه وبين بايبر بسبب رمي الطائر، أنكر ذلك، فأظهرت بايبر الطائر الحقيقي.
بعد انطفاء الأنوار، شرح كونراد لبايبر أن الأكاديمية تسعى إلى جعل كل من يدخلها شخصًا عاديًا. عن طريق الطعام، تُقدَّم للأطفال تركيبة مخصصة لتعطيل قدراتهم، ويُطبَّق الأسلوب ذاته على الحيوانات والنباتات. وإن لم تنجح المحاولات، يُتخلّى عنهم. كان كونراد يعامل بايبر بقسوة عمدًا حتى تستفيق وتبدأ الطيران. رفضت بايبر الهروب معه دون بقية الأطفال، وبدأت تشجّعهم على الحلم باستخدام مواهبهم في الخير. الشخص الوحيد الذي لم تتمكن من استمالته هو جاسبر، الذي اقترب موعد تخرجه، وهو ما يعني فقدانه الكامل لقدراته. بدأ كونراد وبايبر في إخبار الأطفال بالحقيقة ووضع خطة للهروب.
فشلت الخطة، ووضعت الدكتورة بايبر داخل جهاز يُعرف باسم مولد لتقييد الجزيئات وتوجيهها. تركتها هناك بانتظار انهيارها. ظهر رجل يُدعى جي، يمتلك قدرة التخفي، وحاول مساعدتها، لكنها رفضت، فغادر. ثم جاء سيباستيان وبدأ بالغناء، كاشفًا عن موهبته، لكن الدكتورة هيليون قضت عليه بواسطة حذاء أحد العملاء، ما جعل بايبر تفقد وعيها.
لاحقًا، اتضح أن كونراد خان زملاءه بعدما علمت الدكتورة بخطة الهروب وهدّدته بإزالة الفص الجبهي من دماغه. عقد صفقة معها، يقضي بمغادرته الأكاديمية مقابل كشف تفاصيل الخطة، لكنها خدعته، وأخبرته أنه لا يستطيع المغادرة دون توقيع وصي قانوني، وبما أنها مُعيَّنة من طرف والده، فلا يستطيع الرحيل.
دخل كونراد في حالة من الارتباك والعزلة، واكتشف أنه يمتلك أجوبة محتملة، لكنها ليست صحيحة. بعد أسابيع، عادت بايبر، فاستفاق من سباته الطويل ظنًا أنها تحمل الأجوبة. اكتشف الأطفال أن بايبر فقدت ذاكرتها وأصبحت عاجزة جسديًا. عند المحاولة التالية للهروب، احتاروا في شأن بايبر. أعلن كونراد أنه سيبقى معها لمواجهة السلطات. رفض جاسبر ذلك، واستعاد فجأة ذاكرته ومقدرته، التي تمثلت في الشفاء، فشفى بايبر واستعادت قدرتها على الطيران وذاكرتها. بدلًا من الفرار، قرر الأطفال الثورة، ويبدو أن محاولتهم نجحت. حاول كونراد إقناع والده، وهو سياسي نافذ، بمنح الأطفال حق إدارة المدرسة. وبينما كانوا يهمون بالخروج لرؤية الشمس، اعترضتهم الدكتورة هيليون وهي تمسك بعصا كهربائية. خاضت مواجهة مع بايبر، وتمسكت بساقها أثناء طيرانها، فاكتشفت بايبر أن المرأة قادرة أيضًا على الطيران. أعربت الدكتورة عن شعورها بالذنب تجاه وفاة شقيقتها سارة، التي سقطت من السماء بعد أن حملتها ليتشيا وهي تطير. لم تتمكن بايبر من إقناعها باستعادة ثقتها بقدراتها، فلقيت المصير ذاته وسقطت حتى الموت.
تحوّلت الأكاديمية آي إن إس إيه إن إي إلى ملاذ آمن للنباتات والحيوانات ذات القدرات الفريدة، تحت إشراف الطلاب السابقين. عادت بايبر إلى والديها جو وبيتي، اللذين تقبلا قدرتها على الطيران. وبعد أشهر، انضم كونراد إلى أسرتها بعدما تخلّت عنه عائلته. لاحقًا، وبعد أن ساعد الأطفال الموهوبون بايبر على الفوز بمباراة بيسبول الرابع من يوليو في مقاطعة لولاند، جلس كونراد وبايبر على سطح المنزل. أخبرته بايبر أن جي زارها وأخبرها بأن الأطفال لم يصبحوا بأمان بعد، وأن هناك مكانًا آخر خفيًا هو موطنهم الحقيقي.

## الاستقبال النقدي
فاز الكتاب بجائزة أفضل كتاب أطفال للسنة من مؤسسة بانك ستريت، وجائزة بلاك آيد سوزان، واختيار المحررين في مجلة بوكليست، وأُدرج ضمن القائمة الرئيسية لجائزة قرّاء ولاية صن شاين الصغار في فلوريدا، والقائمة الرئيسية لجائزة الشاب هوزيير في إنديانا، والقائمة الرئيسية لجائزة بيهايف في ولاية يوتا. احتلت الرواية مركزًا ضمن أفضل 10 أعمال روائية أولى لفئة اليافعين.
في 2015-11-07، استمر وجود الكتاب على قائمة صحيفة نيويورك تايمز للأكثر مبيعًا لمدة 6 أسابيع متتالية، كتبت مجلة كيركوس ريفيوز أن هذه الرواية الخيالية تحمل طابعًا واقعيًا يحافظ عليه أسلوب الحوار العفوي وبطلتها المصممة الطيبة النقية.
أشارت مجلة بوكليست في مراجعة مميزة إلى أن الأروع في هذا الكتاب هو رسائله القوية والمغلفة بلطف حول الصداقة، والصدق مع الذات، والفرق بين النجاح وفعل الخير، قالت مجلة ذا هورن بوك ريفيو إن أي طفل شعر بالاختلاف سيستمد القوة من صمود بايبر في سعيها لأن تبقى وفية لنفسها في مواجهة الأسرة والكنيسة والمجتمع.
مدحت مؤلفة سلسلة الشفق ستيفاني ماير الكتاب بقولها إنه أغرب وألطف مزيج بين منزل صغير في المرج وأشخاص ذوي قدرات خارقة وإنها كانت تبتسم طوال الوقت ما عدا الجزء الذي بكت فيه وإنها أهدته لوالدتها وتقرأه لأطفالها لأنه يناسب كل الأجيال ودعت القارئ إلى الاستعداد لانشراح القلب ودفء المشاعر.

## تكملة
أصدرت الكاتبة الجزء الثاني بعنوان الفتى الذي كان يعرف كل شيء بتاريخ 2015-10-27. وظهر الجزء الثالث بعنوان الفتاة التي سقطت من السماء في 2020-01.